# آکادمی هنر فونن
آکادمی هنر فونن (به انگلیسی: Funen Art Academy)؛ (به دانمارکی: Det Fynske Kunstakademi) یک مؤسسۀ آموزشی مستقل و ملی است که در مرکز اُدنسه، دانمارک واقع شده‌ است که یک برنامۀ ۵ ساله در هنرهای تجسمی معاصر ارائه می‌دهد.
این آکادمی به‌طور مشترک توسط وزارت فرهنگ دانمارک، شهرداری ادنسه، و بنیادها و حامیان مالی خصوصی تأمین می‌شود.